# 卡拉胡
卡拉胡（英語：Calahoo）是一個位於加拿大亞伯達省鱒縣的一個農莊。農莊名稱源自於第六號編序條約地中的麥可卡利胡保留地（Michel Calihoo Reserve）位於此區範圍而得名。此農莊位於37號公路上，約於愛德蒙頓市西北側21公里處。

## 資料來源
1. 1 2  . Statistics Canada. February 9, 2022  [February 10, 2022].